# Dinopsyllus djaensis
Dinopsyllus djaensis är en loppart som beskrevs av Beaucournu et Colyn 1998. Dinopsyllus djaensis ingår i släktet Dinopsyllus och familjen mullvadsloppor. Inga underarter finns listade i Catalogue of Life.